# Первый Ластик
 Первый Ластик  — деревня в Пижанском муниципальном округе Кировской области.

## География
Расположена на расстоянии примерно 15 км по прямой на юг от райцентра поселка Пижанка.

## История
Известна с 1873 года как часть деревни Лаштык, где дворов 87 и жителей 621, в 1905 (Ластик 1-й) 32 и 181, в 1926 42 и 204 (все мари), в 1950 (1-й Ластик) 29 и 99, в 1989 85 жителей . До 2020 года входила в состав Ахмановского сельского поселения до его упразднения.

## Население
Постоянное население составляло 83 человека (мари 99%) в 2002 году, 97 в 2010.